# Valle del Guadiato
Valle del Guadiato è una comarca della Spagna, situata nella provincia di Cordova, in Andalusia.